# Ruta Nacional 52 (Colombia)
La Ruta Nacional 52 fue una ruta nacional de tipo transversal Iniciaba en el municipio de Manzanares (Caldas) en el cruce con la antigua Ruta Nacional 39 (Hoy Ruta departamental 3901) y finalizaba en el Sitio de Guarinó dentro del municipio de La Dorada (Caldas) en el cruce del tramo 4510 Ruta Nacional 45. Dicha ruta pretendía conectar los municipios del departamento del Caldas con el Río Magdalena para así conectar con el Caribe y Bogotá.    

## Antecedentes
La Ruta fue establecida en la Resolución 3700 de 1995 debido a que durante mucho tiempo permitió el acceso a municipios de fuerte producción agrícola como Manzanares, Pensilvania y Marquetalia con el Río Magdalena y las vías de conexión férrea, fluvial y terrestre hacia los puertos del Caribe. Sin embargo la ruta perdió improtancia con la pavimentación de vía entre Honda y Manizales (Ruta Nacional 50), esto llevó a que la vía perdiera movilidad, así mismo al ser una ruta que sólo estaba definida dentro un solo departamento, se eliminó en la Resolución 339 de 1999 quedando como una ruta departamental secundaria de Caldas.

## Descripción de la Ruta
La ruta estaba dividida de la siguiente manera:

### Ruta eliminada o anterior[1]
| Código | Tipo  | Recorrido                                            | Situación Actual                          |
| ------ | ----- | ---------------------------------------------------- | ----------------------------------------- |
| 5201   | Tramo | Cruce Ruta 39 (Manzanares) - Guarinó (Cruce Ruta 45) | - 5201 Carretera secundaria departamental |

## Municipios
Las ciudades y municipios por los que recorre la ruta son los siguientes:
Convenciones:
- Fondo Azul : Recorrido actual.
- Fondo Gris : Recorrido anterior.
- Negrita: Cabecera municipal.
- Texto azul: Ríos.
- Texto verde: Parques nacionales.

| Tramo | Municipio   | Recorrido | Departamento |
| ----- | ----------- | --- | ------------ |
| 5201  | Manzanares  | Cruce Manzanares (Cruce 3901 ); Planes (Acceso 17778 a La Siria); Río San Juan.                                                 | Caldas       |
| 5201  | Marquetalia | La Quiebra (Acceso 47981 a La Bamba); Marquetalia; San Gregorio Minitas; Villa Sara; Santa Helena; Guacas; Alto Bonito.         | Caldas       |
| 5201  | Victoria    | Italia; Cañaveral (Acceso 52CL01 a Samaná); Victoria; Corrales (Acceso 17886 a La Unión); Cruce (Acceso a Mariquita); El Llano. | Caldas       |
| 5201  | La Dorada   | Guarinó (Cruce 4510 ). | Caldas       |

## Concesiones y proyectos
Actualmente la ruta no posee kilómetros entregados en Concesión para su construcción, mejoramiento y operación.